# Garidech
Garidech település Franciaországban, Haute-Garonne megyében. Lakosainak száma 1899 fő (2022. január 1.). Garidech Paulhac, Bazus, Castelmaurou, Gragnague és Montastruc-la-Conseillère községekkel határos.

## Népesség
A település népességének változása:
| Lakosok száma | 318  | 520  | 698  | 1498 | 1712 | 1741 | 1768 | 1928 | 1918 | 1899 |
|               | 1968 | 1982 | 1990 | 2006 | 2013 | 2015 | 2017 | 2019 | 2020 | 2022 |

## műemlékek

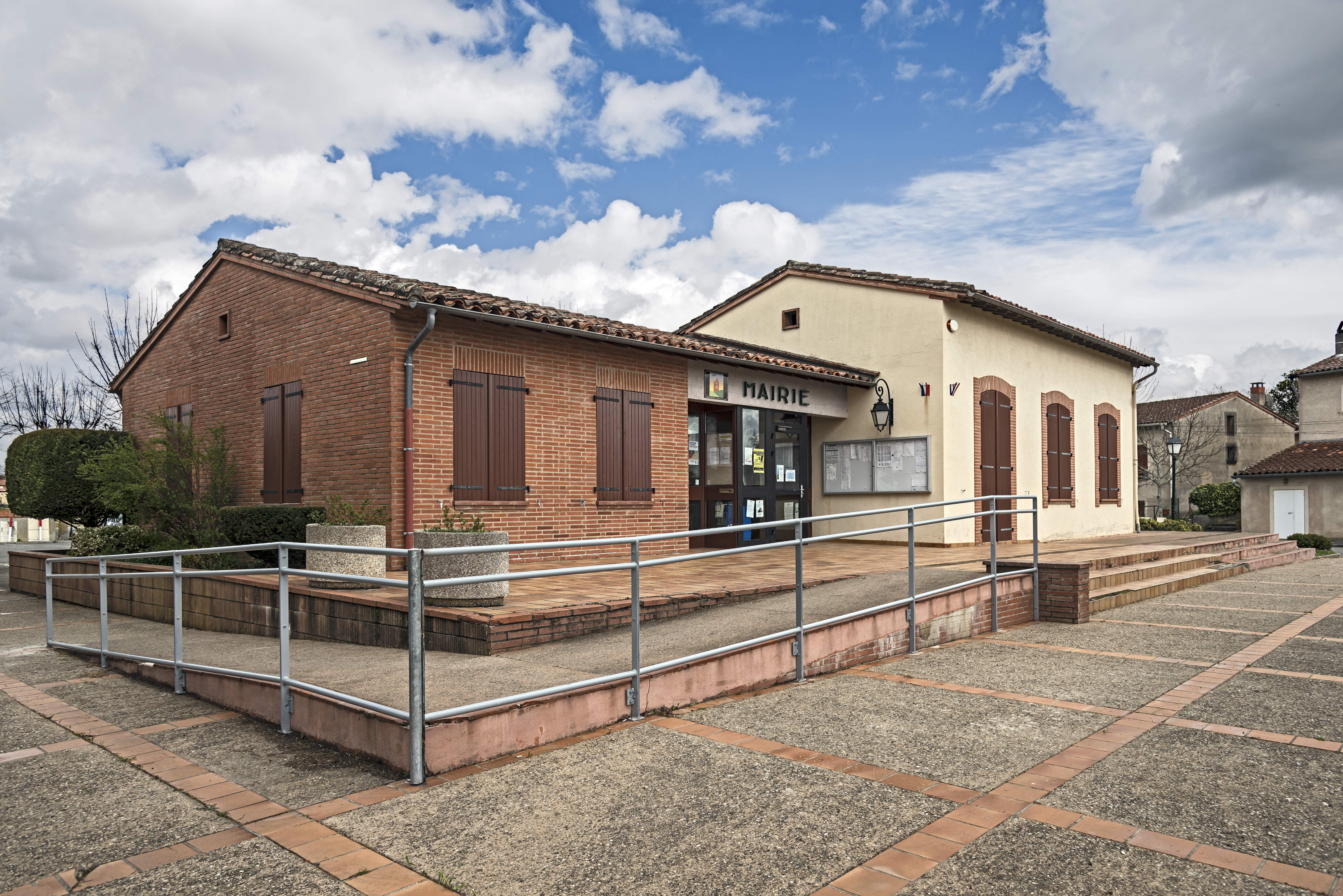
A városháza;
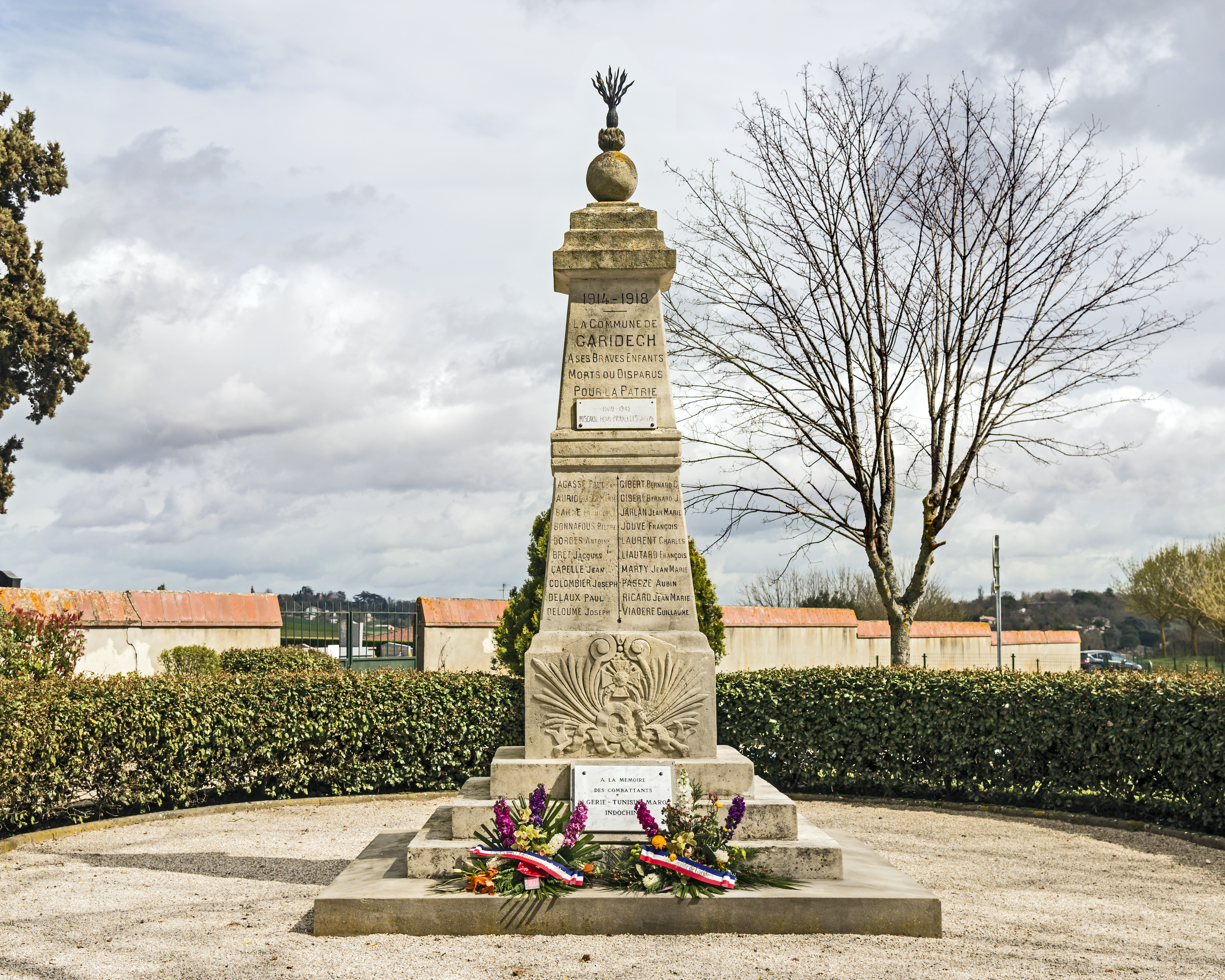
A háborús emlékmű;
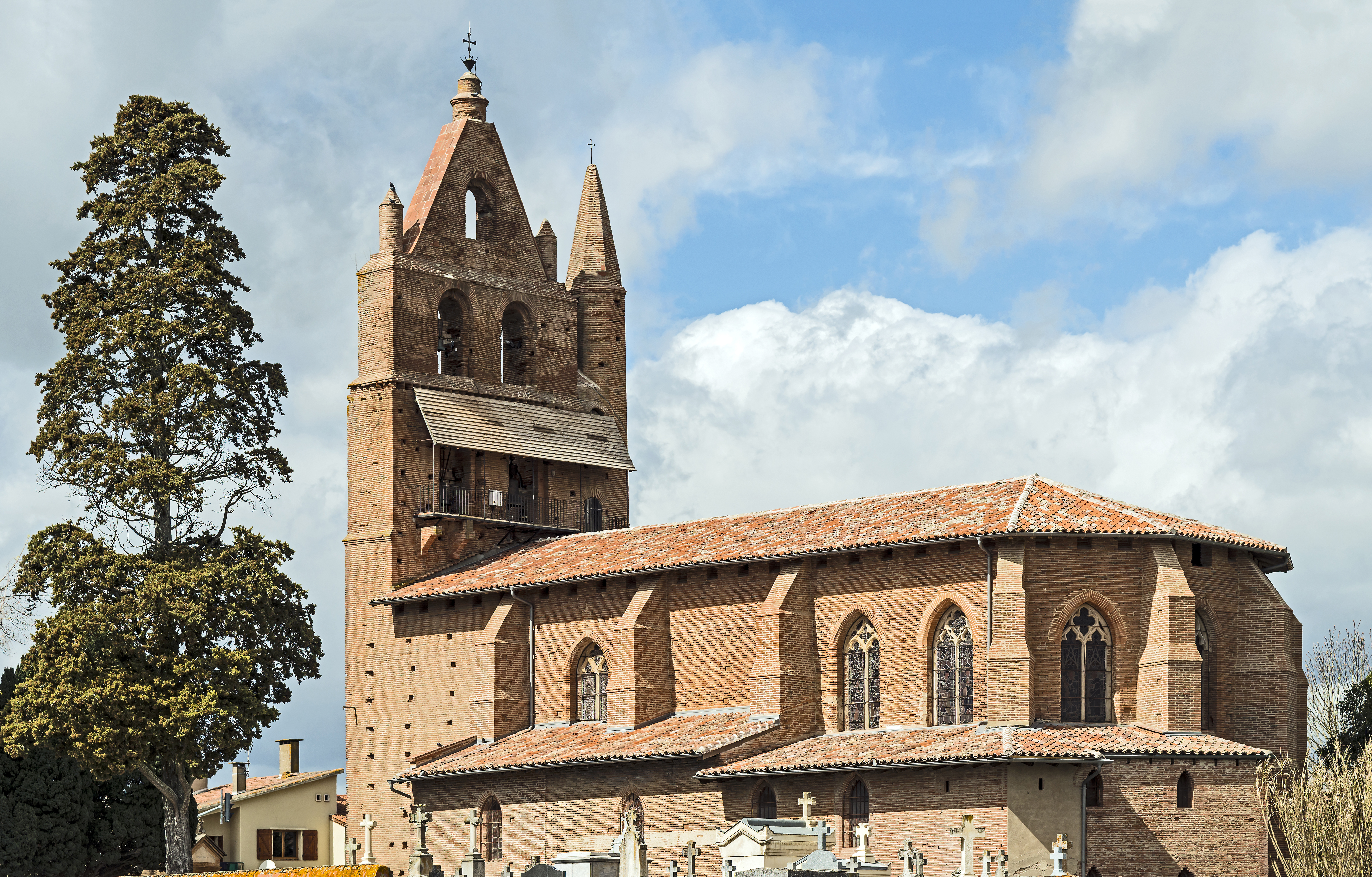
A templom;
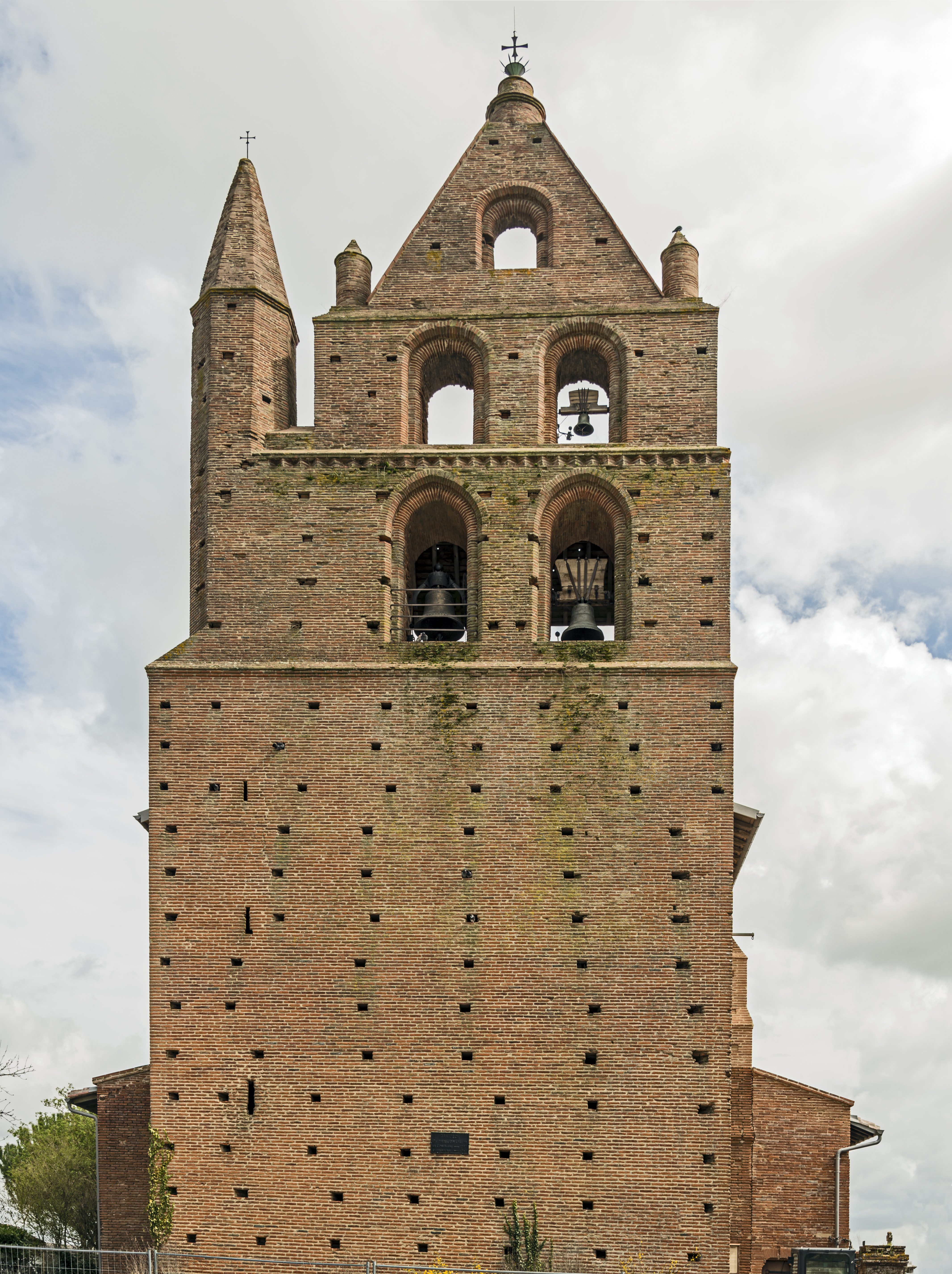
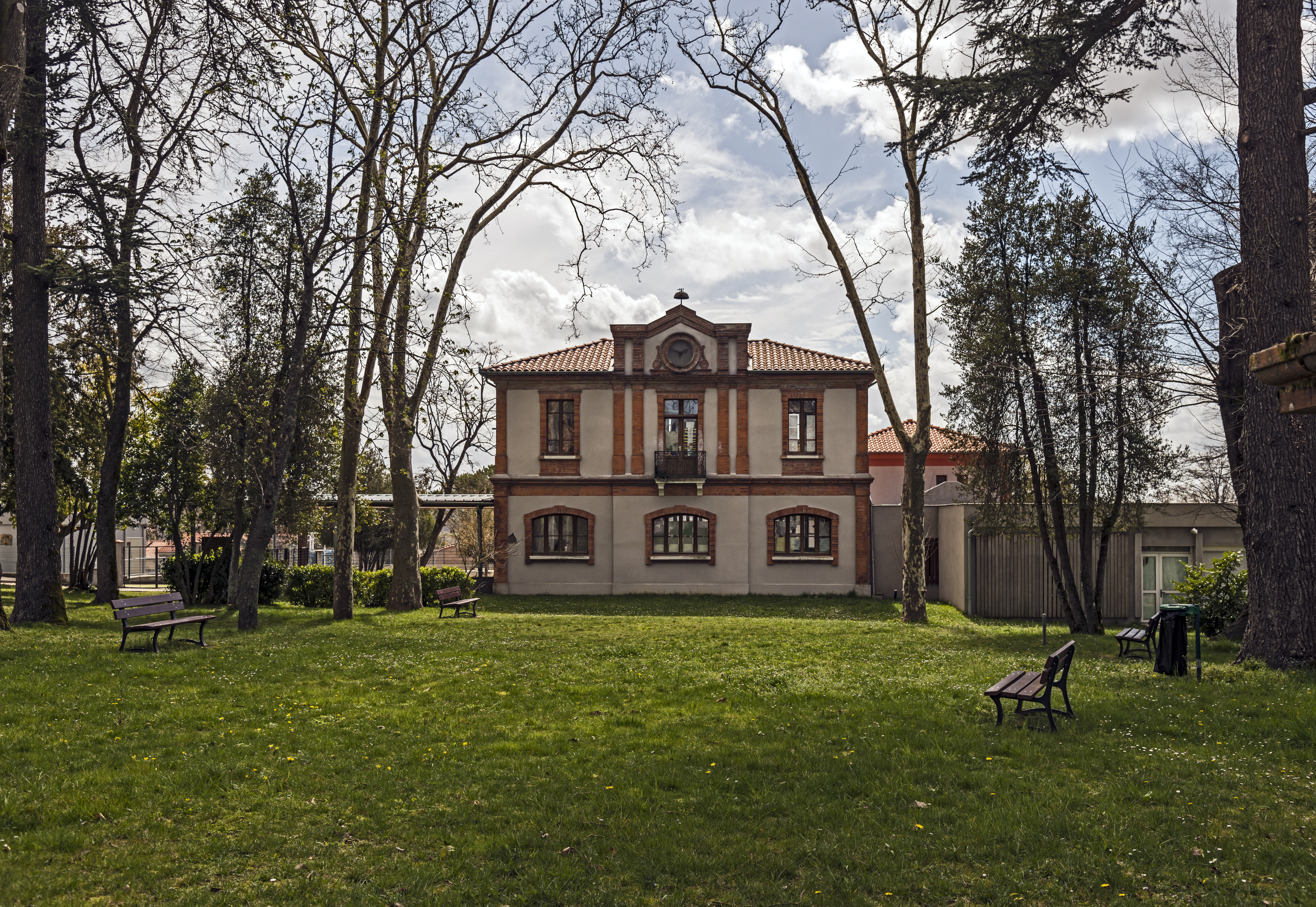
Az iskola